# Lagopsis
Lagopsis é um gênero botânico de ervas perenes da família Lamiaceae, a família da hortelã. Foi descrito pela primeira vez em 1835 por Bentham.
É um gênero nativo à Sibéria, China, Mongólia e Ásia Central.

## Espécies
- Lagopsis eriostachya
- Lagopsis flava
- Lagopsis incana
- Lagopsis marrubiastrum
- Lagopsis supina
- Lagopsis viridis

## Etimologia
O nome Lagopsis origina do grego lagos "lebre" e opsis "aspecto".